# Oda Schottmüller

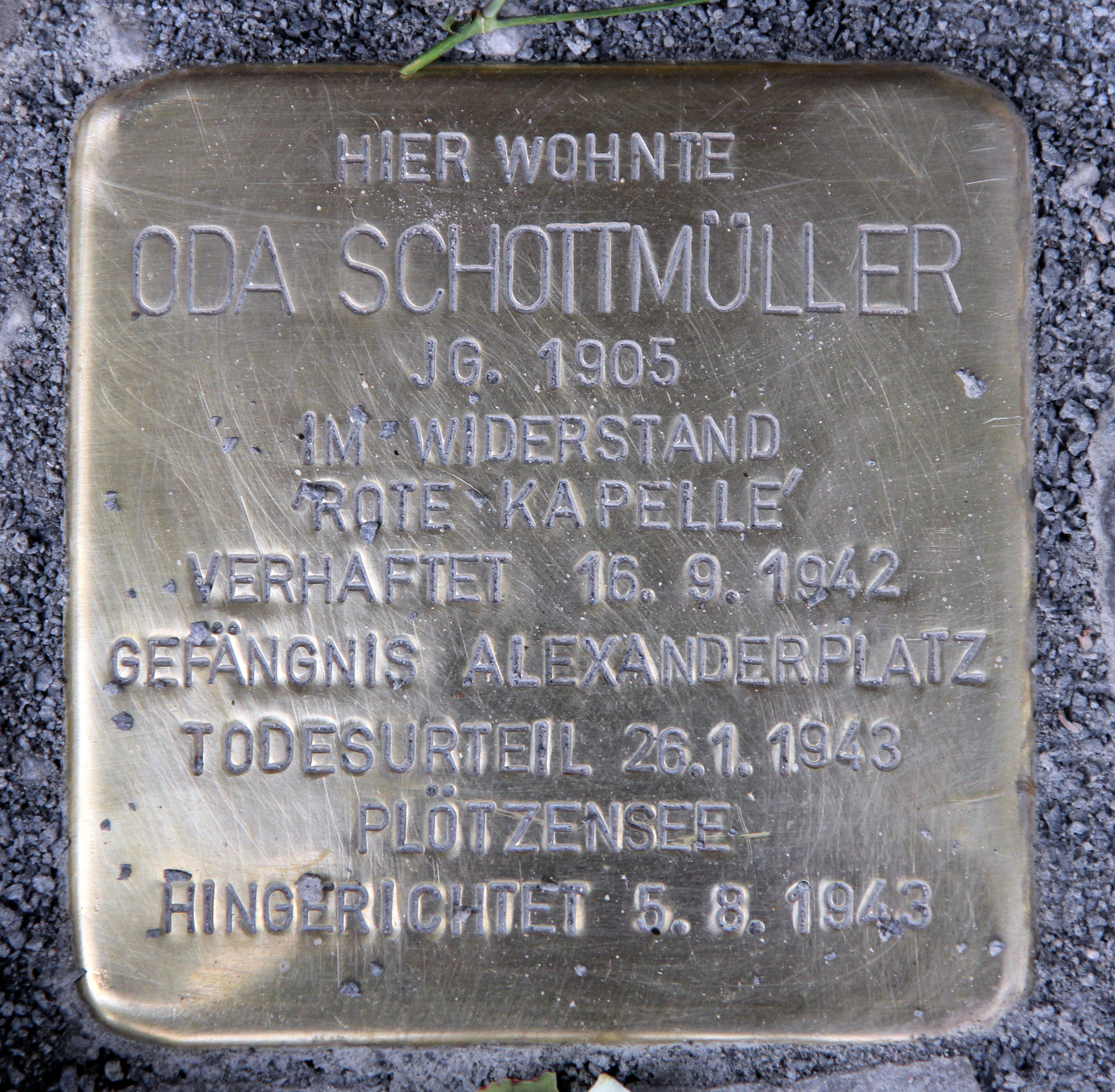
tablica pamiątkowa nt. Ody Schottmüller

Oda Schottmüller (ur. 9 lutego 1905 w Poznaniu (ówczesnym Posen), zm. 5 sierpnia 1943 w Berlinie-Plötzensee) – niemiecka tancerka i rzeźbiarka, powiązana z członkami niemieckiego ruchu oporu w III Rzeszy, aresztowana i stracona.

## Życiorys
Oda Schottmüller była córką niemieckiego historyka Kurta Schottmüllera (1871–1919) (syna historyka Konrada Schottmüllera (1841–1893)) i Dorothei Stenzler (1881–1965) ; bratanica historyk sztuki Fridy Schottmüller (1872–1936). Z powodu choroby matki, mieszkała u ojca w Gdańsku, a po jego śmierci Odą zaopiekowała się ciotka . Oda uczyła się w Odenwaldschule w Heppenheim . W 1924 roku zdała egzamin maturalny i przez 5 lat zdobywała wykształcenie rzemieślnicze w Pforzheim i Frankfurcie . W 1929 roku rozpoczęła w Berlinie naukę rzeźbiarstwa w klasie Milly Steger (1881–1948) . Tworzyła wówczas liczne rzeźby i popiersia osób wybitnych . Następnie kształciła się u szwajcarskiego pedagoga Johannesa Ittena (1888–1967) . Na początku lat 30. XX w. zaczęła projektować kostiumy i drewniane maski.
Schottmüller pasjonowała się tańcem – pobierała lekcje tańca w szkole Very Skoronel (1906–1932) i u szwajcarskiej tancerki Berthe Trümpy (1895–1983) . Od 1934 roku regularnie występowała solo z programami własnej choreografii, stosując wyszukane maski i kostiumy własnego projektu . W swoim tańcu tematyzowała aktualne sprawy społeczne . Była przedstawicielką tańca ekspresyjnego (niem. Ausdruckstanz) a jej występy spotykały się z przychylnymi recenzjami. Po dojściu nazistów do władzy występowała bez ograniczeń w kraju i zagranicą, także w czasie wojny .
Jej prace rzeźbiarskie zostały pozytywnie zweryfikowane przez władze III Rzeszy a fotografia jej rzeźby Die Tänzerin została opublikowana na łamach „Deutsche Allgemeine Zeitung” w 1941 roku. Prace Schottmüller ukazywały muskularnych, młodych ludzi, co odpowiadało narracji władz.
Pozostawała w związku z komunistycznym rzeźbiarzem Kurtem Schumacherem (1905–1942), który powiązany był z grupą antynazistowską prowadzoną przez Harro Schulze-Boysena (1909–1942) i poprzez którego do grupy dołączyła także Oda Schottmüller . Grupa przygotowywała akcje przeciwko reżimowi . Latem 1942 roku Gestapo aresztowało Schulze-Boysena i ponad 120 osób z jego grupy, w tym Schottmüller . Ich działalność została zaliczona do działań Czerwonej Orkiestry – siatki szpiegowskiej działającej na terenie Europy Zachodniej i podporządkowanej wywiadowi ZSRR . Schottmüller została oskarżona o przynależność do organizacji szpiegowskiej i udostępnienie swojego atelier do komunikacji radiowej . Pomimo braków dowodów Schottmüller skazał sąd wojenny na karę śmierci i stracono ją 5 sierpnia 1943 roku w Berlinie-Plötzensee .

## Dzieła
Lista podana za Neue Deutsche Biographie :
- Mädchenakt mit Tuch, ok. 1931 (Nationalgalerie w Berlinie)
- Die Kauernde, ok. 1940 (Niemieckie Muzeum Historyczne w Berlinie)